# Georg, conde de Münster
Conde Georg Münster (en alemán Georg Graf zu Münster; * Langelage, Osnabrück, 17 de febrero de 1776-23 de diciembre de 1844, Bayreuth) fue un naturalista y paleontólogo alemán.
Constituyó una célebre colección de fósiles que fue el origen del Museo de Paleontología de Múnich. El conde Münster asiste a Georg A. Goldfuss (1782-1848) en su obra principal Petrefacta Germaniae.

## Honores
El más importante Colegio de Bayreuth: "Graf-Münster-Gymnasium", fundado en 1833 fue nombrado en su honor.
- La abreviatura «Münster» se emplea para indicar a Georg, conde de Münster como autoridad en la descripción y clasificación científica de los vegetales.[1]